# پیکاچو
پیکاچو (به ژاپنی: ピカチュウ) (به انگلیسی: Pikachu) یک شخصیت خیالیست که در سال ۱۹۹۶، توسط شرکت نینتندو خلق شد و در سری انیمیشن پوکمون، به عنوان یک شخصیت اصلی حضور داشته است.

## شخصیت
قدرت شگفت‌انگیز این شخصیت الکتریسیته است و در فیلم کارآگاه پیکاچو حضور داشت. این پوکمون در بازی پوکمون‌گو (pokèmon go) بوده ویکی از کمیاب ترین پوکمون ها است و معمولاً در دانشگاه‌ها و مدارس یافت می‌شود.
پیکاچو در باور عموم به خاطر حضور در مجموعه تلویزیونی پوکمون، محبوب ترین و شناخته شده ترین پوکمون این فرانچایز است. در طول سال ها صداپیشگی این شخصیت توسط خیلی از صداپیشگان صورت گرفته که از معروف ترین آن ها می توان به رایان رینولدز اشاره داشت.

## کانسپت و طراحی

اولین تصویر از طراحی پیکاچو در بازی پوکمون: قرمز و آبی

بازی پوکمون، ساخته شده توسط گیم فریک و منتشر شده توسط نینتندو، در سال ۱۹۹۶ میلادی عرضه شد و موجوداتی را به نام پوکمون معرفی کرد که بازی‌کنان که مربی نام دارند باید آن‌ها را با توپ‌هایی به نام پوکبال گرفته و تعلیم دهند تا در مبارزاتشان جنگیده یا در جهان بازی کمکشان کنند.
طراحی پیکاچو که مانند یک موش با دمی شبیه به صاعقه است، بین تعدادی از طرح‌های اولیه برای بازی بود که توسط تیم شخصیت‌پردازی به کمپانی ارائه داده شد.
از آتسوکو نیشیدا به عنوان فرد خالق این شخصیت یاد می شود، که بعدها توسط کن سوگیموری تکمیل شد.
به گفته‌ی ساتوشی تاجیری نام این شخصیت از دو واژه گفتاری در زبان ژاپنی، پیکا پیکا صدای رعدوبرق و چوچو صدای موش الهام گرفته شده است.
پیکاچو حول محور کانسپت الکتریسیته طراحی شده.  آن‌ها موجوداتی با پشم‌های کوتاه زرد رنگ و دایره‌هایی قرمز رنگ روی گونه‌هایشان هستند.

## حضور ها
- بازی ها

پیکاچو در تمام بازی‌های منتشر شده توسط کمپانی نینتندو به جز پوکمون سیاه و سفید حضور داشته و بدون نیاز به تبادل قابل دستیابی بوده است.
- انیمه

مجموعه انیمه پوکمون داستان ماجراجویی‌های اش کچوم و پیکاچو او را روایت می‌کند. اش در سفریست با هدف به دست آوردن تمام پوکمون‌ها و برترین مربی پوکمون جهان شدن. اما در این بین گروه‌هایی مانند تیم راکت و دیگر مربی‌های پوکمون چالش‌هایی بر سر راه او قرار می‌دهند.
- فیلم

در فیلم کاراگاه پیکاچو که سال ۲۰۱۹ منتشر شد یک پیکاچوی سخنگو با صداپیشگی رایان رینولدز به تصویر کشیده شده است.
همچنین در سال ۲۰۲۱ پیکاچو در موزیک ویدیوی «الکتریک» از کیتی پری نیز حاضر شده است.